# HC Pardubice

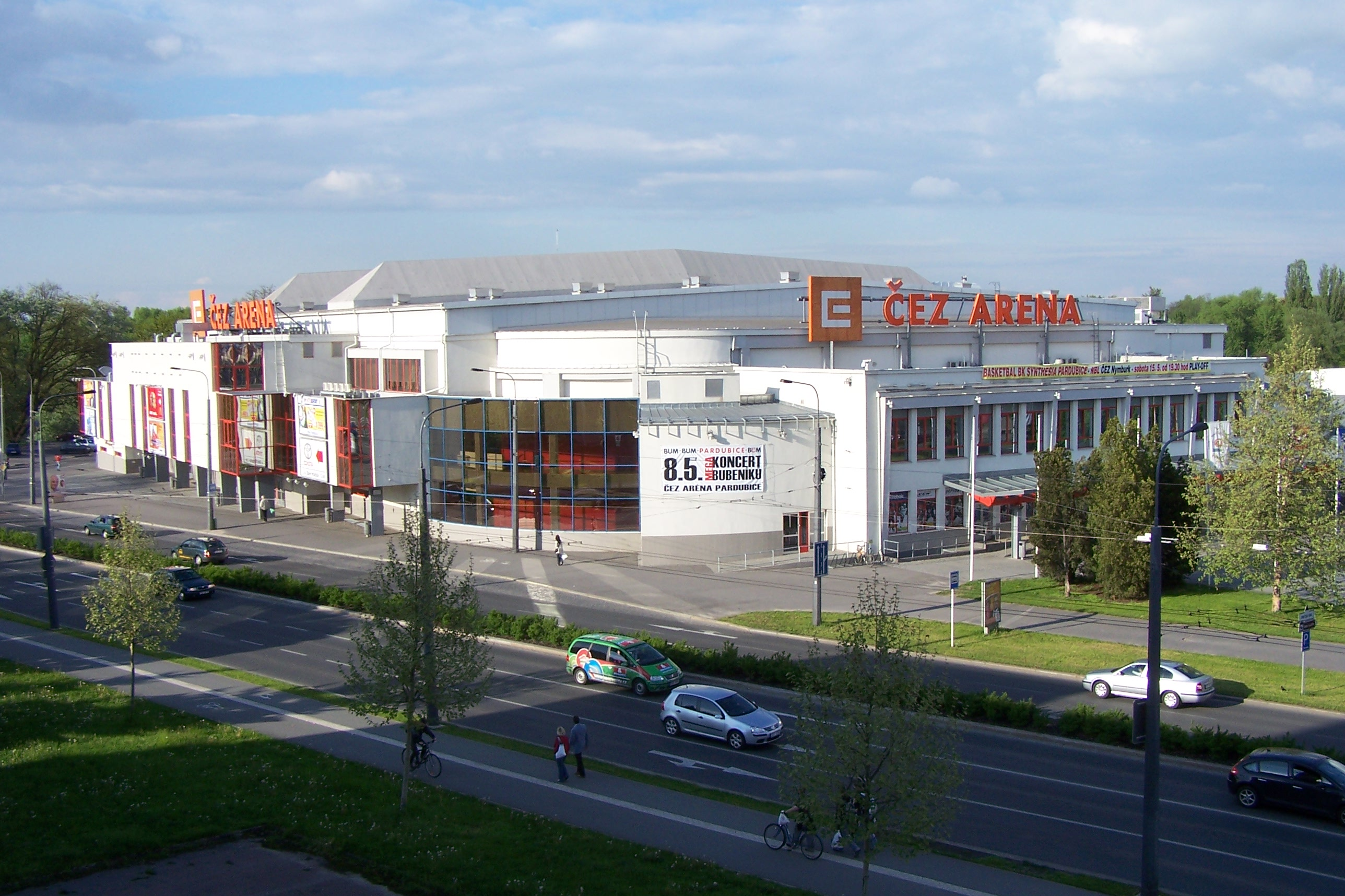
Lodowisko ČEZ Aréna

HC Dynamo Pardubice – czeski klub hokejowy z siedzibą w Pardubicach występujący w rozgrywkach Tipsport Extraliga.
W najwyższej klasie rozgrywkowej Czech występuje od sezonu 1993/1994.

## Dotychczasowe nazwy klubu
- LTC Pardubice (1925−1953)
- Dynamo Pardubice (1953−1960)
- Tesla Pardubice (1960−1990)
- HC Pardubice (1990−1995)
- HC IPB/ČSOB Pojišťovna Pardubice (1995−2003)
- HC Moeller Pardubice (2003−2009)
- HC Eaton Pardubice (2009−2011)
- HC ČSOB Pojišťovna Pardubice (2011-2015)
- HC Dynamo Pardubice (2015-)

## Sukcesy
- Złoty medal mistrzostw Czechosłowacji (3 razy): 1973, 1987, 1989
- Złoty medal mistrzostw Czech: 2005, 2010, 2012
- Srebrny medal mistrzostw Czech: 1994, 2003, 2007, 2024
- Brązowy medal mistrzostw Czech: 2011, 2023
- Puchar Tatrzański: 1984
- Tipsport Hockey Cup: 2007
- Puchar Prezydenta Czeskiej Federacji Hokeja na Lodzie: 2023, 2024

## Zawodnicy
W drużynie tej występował na początku kariery jeden z najwybitniejszych czeskich hokeistów - bramkarz Dominik Hašek, który powrócił ponownie do gry w klubie od sezonu 2009/10 i zdobył wraz z drużyną mistrzostwo kraju.
Zastrzeżone numery
- 3 Martin Čech
- 5 Jiří Dolana
- 6 Stanislav Prýl
- 9 Dominik Hašek
- 10 Jiří Šejba
- 13 Vladimír Martinec
- 16 Karel Mach
- 17 Bohuslav Šťastný
- 20 Vladimír Dvořáček
- 20 Jiří Novák
- 21 Milan Koďousek
- 91 Otakar Janecký